# 33504 Rebrouwer
33504 Rebrouwer este o planetă minoră (asteroid), cu un diametru de 1,631 km, din centura de asteroizi. A fost descoperită pe 15 aprilie 1999 la Experimental Test Site⁠(d) de Lincoln Near-Earth Asteroid Research. 
Obiectul prezintă o orbită caracterizată de o semiaxă mare de 2,3738496 UAi, o excentricitate de 0,17, o înclinație de 3,02878 ° în raport cu ecliptica.